# Kẹo bọc táo
Kẹo bọc táo (tiếng Anh: Candy apple, caramel apple, toffee apple) là một thực phẩm kết hợp trái cây và chất tạo ngọt thịnh hành tại Mỹ.

## Lịch sử
Theo nguồn tin chưa được kiểm chứng, kẹo bọc táo do một thợ kẹo tên William W. Kolb ở New Jersey chế ra năm 1908 nhằm phục vụ thực khách nhân lễ Giáng Sinh. Chỉ trong chưa đầy năm, những chiếc kẹo 5 xu này đã đem về cho ông lợi nhuận gấp ngàn lần số vốn ban đầu, và kể từ đó trở thành ẩm thực truyền thống tại các tụ điểm giải trí công cộng Mỹ.

## Công thức
Chiếc kẹo bọc táo nguyên thủy chỉ nhằm mục đích tận dụng số táo xanh bị ế sau mỗi vụ thu hoạch (tương ứng mùa thu tại Bắc Mỹ). Người thợ gọt sạch vỏ rồi cắm trái táo trên đầu que, sau đó nhúng táo vào đường đun lỏng (trắng hoặc nâu).
Tuy nhiên, phương pháp này khiến tuổi thọ kẹo rất ngắn (độ 1-2 tiếng), nên về sau người ta cải tiến bằng cách gia cố độ bám của chất tạo ngọt. Kẹo tự bấy là hỗn hợp đường, sữa ngô, quế và chút nước, ngoài ra còn được pha thêm phẩm đỏ để làm đượm mắt và có giá trị thương mại hơn. Vì thế, khi thành sản phẩm, kẹo bọc táo có hình thù như trái táo chín đỏ au.
Ở một số thành thị lớn Bắc Mỹ, thợ thường nhúng kẹo vào caramel và đậu phộng băm nhỏ để tăng độ ngậy, khiến chiếc kẹo ban đầu ăn thấy bùi, sau là ngọt và cuối cùng thì lại chua thanh.

## Văn hóa
Tại Mỹ, kẹo bọc táo cùng kẹo hột đậu và bánh táo được coi là quốc hồn quốc túy không thể thiếu trong các dịp lễ hội, đồng thời là món khoái khẩu nhất của trẻ em. Sự thưởng thức kẹo bọc táo được coi là lý tưởng nhất khi dùng kèm kem lạnh hoặc nước cola. Cho tới ngày nay, kẹo bọc táo trở thành một trong những thực phẩm phổ biến nhất trong cộng đồng Anh ngữ và xuất hiện rất nhiều biến thể.
Trong phim truyền hình Ngôi nhà nhỏ trên thảo nguyên, chú bé Willie Oleson (Jonathan Gilbert) thường xuyên bị sâu răng vì được mẹ - bà Harriett - nuông chiều bằng những chiếc kẹo bọc táo mà bà làm cho cậu nhấm nháp sau mỗi buổi tan học.

## Liên kết
1. ↑  ThisisSouthDevon (ngày 9 tháng 10 năm 2008). "Apples galore as event grows". Torquay Herald Express. Torquay, Devon, UK: localworld.co.uk. Bản gốc lưu trữ ngày 3 tháng 10 năm 2015. Truy cập ngày 17 tháng 11 năm 2013.
2. ↑  Newark Sunday News, ngày 28 tháng 11 năm 1948, pg.16. Newark Evening News, ngày 8 tháng 6 năm 1964, pg. 32
3. ↑  "Caramel Apples vs. Candy Apples. Tart Green Granny Smith apples work very well for making candy apples". St. Petersburg Times. ngày 24 tháng 10 năm 2001. Truy cập ngày 22 tháng 10 năm 2010.
4. ↑  Flickety; và đồng nghiệp. "How to make Toffee Apples". WikiHow. Bản gốc lưu trữ ngày 5 tháng 3 năm 2014. Truy cập ngày 17 tháng 2 năm 2014.
5. ↑  "The History of Halloween". The History of Halloween. Bản gốc lưu trữ ngày 24 tháng 7 năm 2011. Truy cập ngày 22 tháng 10 năm 2010.